# Haustrum haustorium
Haustrum haustorium är en snäckart som först beskrevs av Gmelin 1791.  Haustrum haustorium ingår i släktet Haustrum och familjen purpursnäckor. Inga underarter finns listade i Catalogue of Life.

## Bildgalleri

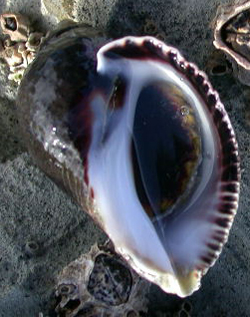